# Ataenius latus
Ataenius latus är en skalbaggsart som beskrevs av Rudolph Petrovitz 1963. Ataenius latus ingår i släktet Ataenius och familjen Aphodiidae. Inga underarter finns listade.